# Jim Sensenbrenner
Frank James Sensenbrenner dit Jim Sensenbrenner, né le 14 juin 1943 à Chicago, est un homme politique américain, représentant républicain du Wisconsin à la Chambre des représentants des États-Unis de 1979 à 2021.
Élu depuis 1979, il est le plus ancien membre du Congrès élu pour le Wisconsin.

## Biographie
Après des études à Stanford, Sensenbrenner obtient en 1968 son juris doctor à l'université du Wisconsin à Madison. Il devient alors avocat. Il siège à l'Assemblée de l'État du Wisconsin de 1969 à 1975, puis au Sénat du Wisconsin de 1975 à 1979.
Il se présente à la Chambre des représentants des États-Unis en 1978, dans le 9e district du Wisconsin. Il s'agit d'un district conservateur à l'ouest de Milwaukee. Il est élu avec 61 % des voix. De 1980 à 2002, il est toujours réélu avec plus de 70 % des suffrages, à l'exception de 1992 (69,7 %). Il signe les deux plus mauvais résultats depuis son élection en 2004 et 2006 avec respectivement 66,6 % et 61,8 % des voix. Lors des 105e et 106e congrès (1997-2001), il préside la commission des sciences. Il prend ensuite la présidence de la commission judiciaire du 107e au 109e congrès (2001-2007).
Réélu sans démocrate face à lui en 2008, il obtient 69,3 % des voix en 2010. À la suite du recensement de 2010, le Wisconsin perd un siège de représentant et Sensenbrenner est candidat dans le 5e district. Il est élu en 2012 avec 67,7 % des suffrages, puis réélu en 2014 avec 69,5 % des voix.